# East of Havana
East of Havana è un documentario del 2006 diretto da Emilia Menocal e Jauretsi Saizarbitoria, prodotto da Charlize Theron con la sua casa di produzione la Denver and Delilah Films.

## Trama
Tutto ruota intorno a 3 rapper: Soandry, Magyori, e Mikki. Sono i capi del movimento hip-hop sotterraneo della Cuba ribelle.